# Rubus mollis
Rubus mollis är en rosväxtart som beskrevs av J. och C. Presl. Rubus mollis ingår i släktet rubusar, och familjen rosväxter. Inga underarter finns listade i Catalogue of Life.